# 宁国路 (合肥)
宁国路，安徽省合肥市的一条南北向道路，得名自宁国市。道路北起芜湖路正对安徽省图书馆，经南一环路、太湖路、望江东路、水阳江路后止于南二环路，其中南一环路以南亦称宁国南路。“畅通二环”工程将宁国路向西改道，使其正接望湖西路。宁国路沿路有合肥学院宁国路校区、合肥工业大学屯溪路校区、合肥工业大学附属中学、安徽省地质科学研究所、罍街公园等。宁国路也是合肥市知名的美食一条街，聚集了多家小龙虾连锁店。